# RoddelPraat
RoddelPraat is een online videoserie met wekelijks op woensdag een aflevering op het gelijknamige YouTube-kanaal. Voor wie een betaald abonnement heeft via backme.org word er wekelijks een extra uitzending geupload op roddelpraat.app. Deze uitzendingen bevatten materiaal dat niet aan de voorwaarden van YouTube voldoet.
De presentatie wordt verzorgd door Dennis Schouten en Jan Roos. Zo nu en dan is er een gast. 
Naast de serie op Youtube is er ook de roddelpraat site met een actuele nieuwspagina. Gebruikers kunnen hier opmerkingen plaatsen die regelmatig terugkomen in de afleveringen op Youtube.

## Geschiedenis
In maart 2020 werd de eerste aflevering uitgezonden, met als presentatoren Dennis Schouten en Mark Baanders, bijgenaamd Slijptol. Zowel Schouten als Baanders stonden op het moment van de opnames van de eerste afleveringen onder contract bij PowNed. Volgens deze omroep was het niet duidelijk dat het programma RoddelPraat niet gemaakt werd door PowNed en daarom werd besloten dat Mark Baanders niet mocht terugkeren als presentator van het programma. Jan Roos, die tijdens de tweede aflevering van het programma al een gastrol had vervuld, werd naar voren geschoven als presentator van het programma.

### Stop na zeven afleveringen
Na zeven afleveringen stopte het programma op 13 mei 2020 vanwege een rel die ontstond na uitspraken van presentator Jan Roos over de transseksuele youtuber Nikkie de Jager. Later verklaarden de presentatoren dat de stop te maken had met dreigementen waarna een aantal mensen, waaronder de producent, wilden stoppen met het programma. Besloten werd om het programma in eigen beheer te gaan maken.

### Talpa Network
Op 2 juni 2020 werd bekend dat een contract getekend was met Talpa Network. De samenwerking was van korte duur. Nog geen maand later stopte Talpa Network de samenwerking met Dennis Schouten, hierdoor was RoddelPraat geen onderdeel meer van Talpa. Na deze afscheiding van Talpa werd het programma RoddelPraat verplaatst van het YouTubekanaal van NieuwNieuws (voorheen het privékanaal van Schouten) naar een eigen YouTubekanaal, genaamd RoddelPraat.

### Jan en Dennis in Mallorca
Vanaf 19 september 2021 zou er aanvullend elke zondag op het kanaal van Roddelpraat een aflevering zijn van de vierdelige videoserie Jan en Dennis in Mallorca, opgenomen op een reis in de zomer van 2021, waar ze zich in het uitgaansleven stortten en ze, zoals al bekend was, beide corona hebben opgelopen. Na de tweede aflevering zeiden Roos en Schouten echter dat ze zich bij nader inzien schaamden voor de slechte technische kwaliteit en ordinaire inhoud, en dat de derde en vierde aflevering daarom alleen voor betalende abonnees te zien zou zijn.

### Televizier-Ster 2021
In augustus 2021 werd bekend dat Schouten en Roos een kort geding zouden gaan aanspannen tegen Bindinc BV, die onder meer de verkiezing voor de Televizier-Ster Online-videoserie organiseert, omdat hun programma Roddelpraat is uitgesloten van deelname.
Eerder stond Roddelpraat al niet op de longlist van programma's waar uit gekozen kon worden in deze categorie. Doordat de show zo vaak werd ingevuld als vrije keuze, behaalde het alsnog genoeg stemmen om door te gaan naar de volgende ronde. Televizier besloot het programma vervolgens alsnog uit te sluiten van deelname.
Jeroen de Goeij, hoofdredacteur van Televizier, heeft aan de twee presentatoren laten weten dat Televizier van mening is dat hun programma 'groepen en personen in de samenleving consequent in een hoek zet en beledigt’ en dat een dergelijke serie niet moet meedingen naar de prijs. Schouten en Roos reageerden hierop in een persbericht: "We mochten eerder al niet meedoen omdat de jury ons niet leuk vond. Dat is me nogal wat met een publieksprijs." Op 2 september 2021 was het kort geding tegen Bindinc. Een kop-staartvonnis volgde op 6 september: Bindinc handelde onrechtmatig, maar Roddelpraat hoeft niet alsnog te worden toegelaten tot de verkiezing. De nadere schriftelijke uitwerking van dit vonnis volgde op 20 september.

### Rechtzaken
Famke Louise spande in het voorjaar van 2022 een kort geding aan tegen RoddelPraat. Ze kwam met dit kort geding omdat RoddelPraat in een aflevering uitgezonden op 26 januari 2022 een onuitgebracht nummer van haar ten gehore bracht en daarbij beweerde dat ze met dit nummer zou bevestigen dat ze is misbruikt door Ali B, wat volgens haar onjuist is en tevens een inbreuk zou zijn op haar privacy. De rechtszaak vond plaats op 4 maart 2022. De uitspraak van het kort geding vond plaats op 16 maart 2022, Famke Louise werd in het gelijk gesteld en RoddelPraat moest de bewuste aflevering offline halen, een rectificatie plaatsen en draaide op voor de door haar gemaakte rechtszaakkosten. Binnen een etmaal haalden Roos en Schouten door middel van crowdfunding het benodigde bedrag van 27.000 euro op. Enkele dagen na de uitspraak, op 23 maart, kondigden Roos en Schouten in een YouTube-filmpje aan dat ze in hoger beroep zouden gaan. In 2024 was Famke Louise te gast in een uitzending.
Ook John de Mol jr. spande een rechtszaak tegen Roddelpraat aan nadat Schouten en Roos hadden beweerd dat De Mol getuigen had omgekocht bij een mishandelingszaak van Johnny de Mol. De rechter oordeelde dat zij De Mol een schadevergoeding van 5.000 euro moesten betalen plus de gemaakte proceskosten. 
Op 30 juli 2024 was er een rechtszaak tegen Roddelpraat omtrent de beledigingen van voornamelijk Roos aan het adres van Milco Hemme, de buurman van Schouten. Deze rechtszaak zou in eerste instantie worden gedaan door een meervoudige kamer, maar aan het begin van de zitting vroegen de rechters zich af waarom dit een zaak voor een meervoudige kamer zou zijn en werd er, met instemming van alle partijen, besloten om de zaak te vervolgen met één rechter. De officier van Justitie eiste een taakstraf van 100 uur en 2500 euro boete. De rechter ging hier niet in mee en veroordeelde de mannen tot een boete van 500 euro per persoon en een te betalen schadevergoeding van 1000 euro aan Milco Hemme.

## 'Prank' van Malle Joepoe
Youtuber Malle Joepoe heeft bij wijze van prank op 1 april 2025 bij de opnamestudio van Roddelpraat Schouten beschoten met een op een afstand op een vuurwapen lijkend paintballgeweer, en tevoren een tracker onder de auto van Roos geplaatst om de locatie van de opnamestudio te bepalen. Door een filmpje hiervan op internet te plaatsen is er ook sprake van doxing. Hij is gearresteerd.

## Gasten (selectie)
Te gast in het programma waren onder meer:
- Salar Azimi
- Thierry Baudet
- Giel Beelen
- Bender
- Vonneke Bonneke
- Yvonne Coldeweijer
- Bradley van Dijk

- Bardo Ellens
- Igmar Felicia
- Lange Frans
- Paul Goudsmit
- Frank Jansen
- Andries Jelle de Jong
- Samantha de Jong

- Milan Knol
- Donny Kooyman
- Ziggy Krassenberg
- Nicol Kremers
- Henk Krol
- Giovanni Latooy
- Famke Louise

- Lorenzo Lubbers
- Jessie Maya
- Andy van der Meijde
- Mister Nightlife
- Alistair Overeem
- Johan Pieters
- Jan Priem

- Ramin Rezai
- Erik-Jan Rosendahl
- Alex Soze
- Tim van Teunenbroek
- Jade Anna van Vliet
- Floris Wyers
- Lies Zhara